# Lunalilo I
Lunalilo I (ur. 31 stycznia 1835, zm. 3 lutego 1874) – szósty władca Królestwa Hawajów, panował w latach 1873–1874, najkrócej w historii kraju.
Urodził się jako William Charles Lunalilo 31 stycznia 1835 roku, jako syn Charlesa Kanaʻiny i Miriam Auhea Kalani. Był ciotecznym wnukiem króla Kamehamehy I.
Drugi Wielki Mistrz Orderu Kamehamehy I od 1873, odznaczony krzyżem komandorskim tego orderu w 1867.